# Jaka nuklearna sila
Jaka nuklearna sila, jaka sila ili jako međudjelovanje je temeljno međudjelovanje (fundamentalna interakcija) kvarkova i gluona koje drži na okupu kvarkove u nukleonu (protoni i neutroni) i "preostala" (rezidualna) jaka sila, prenošena mezonima, koja drži na okupu nukleone u atomskoj jezgri (fizika elementarnih čestica). Naime, temeljne sile podvrgnute su takozvanom baždarnomu načelu, to jest određene su lokalnom simetrijom. Gluoni su baždarni bozoni kvantne kromodinamike. Tri naboja, nazvana bojom, izvor su za osam gluona. Budući da i sami gluoni imaju naboj boje, to upućuje na njihovu samointerakciju (samodjelovanje), koja kvantnu kromodinamiku čini složenijom od elektrodinamike (elektromagnetska sila ne djeluje na fotone i fotoni ne djeluju međusobno). Svojstvo asimptotske slobode, to jest smanjivanje jakosti međudjelovanja na malim udaljenostima prema nuli omogućuje primjenu računa smetnje kao u elektrodinamici.
Jaka nuklearna sila je najmoćnija sila u prirodi. Jača je od elektromagnetske i zbog nje se protoni drže zajedno u jezgrama atoma. Djeluje samo na vrlo malim udaljenostima. Kod teških atoma jezgra se raspada jer je elektromagnetska sila koja razdvaja čestice istog naboja ukupan zbroj sila svih prisutnih protona i nadjačava rezidualnu jaku nuklearnu silu koja djeluje samo na susjedne čestice (protone ili neutrone) i drži ih skupa. Neutroni su ovdje samo posrednici koji onemogućavaju direktan dodir između protona. Ako su dva nukleona udaljena više od 2 x 10-15 metara, među njima više ne djeluje jaka sila. Ona se pojačava ulaskom preko graničnog praga sile, a najjača je pri udaljenosti 10-15 metara. Naš znanstvenik Ruđer Bošković prvi je grafički prikazao djelovanje jake sile ovisno o udaljenostima, nevjerojatno je da se njegov graf u potpunosti poklapa s današnjim saznanjima. 
Međutim, ako se nukleoni približe preko granice gdje je sila najjača, onda će ona početi slabiti da bi kod točke od oko 0,5 x 10-15 m postala odbojna. Jaka sila puno je snažnija od električne sile. Pri 10-15 m jača je oko 100 puta. Za usporedbu osnovnih fundamentalnih sila uzmimo da je jakost jake sile 1. Pri tome bi jakost električne iznosila 10-2 a gravitacijska 10-40. Proces nuklearne fisije temelji se na propustima jake sile zbog slabljenja na kratkim udaljenostima, a on ljudima omogućuje dobivanje energije u nuklearnim elektranama ali i stvaranje razornih oružja poput atomske bombe.

## Objašnjenje
Dva protona međusobno udaljena za 1 metar međusobno bi se elektromagnetski odbijala silom 1024 puta većom od privlačne gravitacijske sile. Pri sličnim udaljenostima jaka nuklearna sila bi bila jednaka nuli. Međutim, ako bi udaljenost protona bila jednaka promjeru jezgre atoma, što je 10−15 metara, jaka nuklearna sila bi bila barem jednako jaka kao i elektromagnetska. Upravo ta privlačna jaka nuklearna sila sprečava jezgru atoma da bude raznesena djelovanjem odbojne elektrostatske sile. 
Jaka nuklearna sila djeluje samo između kvarkova. Leptoni uopće ne doživljavaju djelovanje jake nuklearne sile, slično kao što čestice bez naboja ne doživljavaju djelovanje elektromagnetske sile. To je razlog podjele čestica u kvarkove i leptone. Dakle, kvarkovi osjećaju djelovanje jake nuklearne sile, leptoni ne. Međutim, i kvarkovi i leptoni osjećaju djelovanje ostale dvije sile.
Jaka nuklearna sila omogućava kvarkovima da stvaraju čestice poput protona i neutrona. Kada bi leptoni mogli osjećati djelovanje jake nuklearne sile, tada bi se oni također mogli vezati u složenije čestice baš poput kvarkova. Upravo je to glavna razlika između kvarkova i leptona. Kvarkovi se udružuju zajedno u stvaranju drugih čestica, leptoni ne. 
Trenutne teorije jakih nuklearnih sila ukazuju na to da je nemoguće imati jedan kvark izoliran od drugih kvarkova. Svi kvarkovi u svemiru su povezani s drugim kvarkovima u složenije čestice. Stvarajući nove kvarkove u pokusima, oni se brzo pri nastanku spajaju s drugim kvarkovima. To se dešava toliko brzo da je nemoguće vidjeti jedan kvark prije nego što se spoji s drugim kvarkom. Stoga su kvarkovi teži za proučavati.

## Temeljno međudjelovanje
Temeljno međudjelovanje ili fundamentalna interakcija je međudjelovanje elementarnih čestica: gravitacijsko, elektromagnetsko, jako i slabo. Sva poznata međudjelovanja posljedica su tih 4 temeljnih međudjelovanja. Temeljna međudjelovanja međusobno se razlikuju po česticama na koje djeluju, jakosti, dosegu i česticama koje ih prenose. Jako međudjelovanje djeluje na kvarkove i gluone, slabo međudjelovanje na kvarkove i leptone, elektromagnetsko međudjelovanje na sve čestice nabijene električnim nabojem, a gravitacijsko međudjelovanje na sve čestice koje imaju masu. Gravitacijsko međudjelovanje između elementarnih čestica je iznimno slabo, slabo međudjelovanje je malo jače, elektromagnetsko još jače i jako je međudjelovanje najjače. Doseg elektromagnetskog i gravitacijskog međudjelovanja je beskonačan, a doseg jakog i slabog međudjelovanja je kratak, približno poput promjera atomske jezgre. Jako međudjelovanje prenose gluoni, elektromagnetsko fotoni, slabo W± i Z0 bozoni a gravitacijsko gravitoni (koji nisu pokusima potvrđeni).
| Međudjelovanje   | Trenutačna teorija                                    | Prijenosnici djelovanja | Relativna jakost(1) | Ovisnost o udaljenosti                         | Doseg djelovanja (m)    |
| ---------------- | ----------------------------------------------------- | ----------------------- | ------------------- | ---------------------------------------------- | ----------------------- |
| Jaka             | Kvantna kromodinamika (QCD)                           | gluoni                  | 1038                | {\displaystyle {\sim r}} (vidi napomenu)       | 10−15                   |
| Elektromagnetska | Kvantna elektrodinamika (QED)                         | fotoni                  | 1036                | {\displaystyle {\frac {1}{r^{2}}}}             | 10−18                   |
| Slaba            | Kvantna aromodinamika (QFD)                           | W i Z bozoni            | 1025                | {\displaystyle {\frac {e^{-m_{W,Z}r}}{r^{2}}}} | {\displaystyle \infty } |
| Gravitacijska    | Opća teorija relativnosti (GR, nije kvantna teorija.) | gravitoni               | 1                   | {\displaystyle {\frac {1}{r^{2}}}}             | {\displaystyle \infty } |

(1) približne veličine. Točne vrijednosti ovise o česticama i energiji.
Međudjelovanja elementarnih čestica danas su opisana standardnim modelom čestica, odnosno standardnom teorijom čestica i sila. Utemeljena su na umnošku grupa U(1)×SU(2)×SU(3). Svakoj od grupa u tom umnošku svojstven je određeni naboj, koji je izvor pridruženoga baždarnoga bozona, prijenosnika danoga temeljnoga međudjelovanja. Temeljna međudjelovanja prenosi dvanaest baždarnih bozona: foton, elektromagnetsko međudjelovanje, dva masivna W-bozona i neutralni Z-bozon slabo međudjelovanje, i osam gluona jako međudjelovanje kao što to opisuje kvantna kromodinamika (međudjelovanja kvarkova i gluona koji posjeduju jaki naboj nazvan bojom).
Jedan od glavnih ciljeva fizike elementarnih čestica je ujedinjenje temeljnih međudjelovanja. Do sada su u elektroslaboj teoriji ujedinjeni slabo i elektromagnetsko međudjelovanje u elektroslabo međudjelovanje.